# Zamieranie podstawy pędów maliny
Zamieranie podstawy pędów maliny (ang. cane blight of raspberry) – grzybowa choroba malin wywołana przez Paraconiothyrium fuckelii (anamorfa: Coniothyrium fuckelii).

## Występowanie i szkodliwość
Choroba występuje we wszystkich rejonach uprawy maliny na świecie. Według Instytutu Ogrodnictwa w Skierniewicach w trzystopniowej skali szkodliwości chorób ma stopień 3. Powoduje obumieranie pędów, co może powodować ogromne straty w plonie.
Spowodowane tą chorobą masowe obumieranie pędów maliny występuje w przypadku uszkodzenia malin podczas mechanicznego zbioru owoców, lub podczas żerowania pryszczarka namaliniaka łodygowego.
Zamieranie malin może być spowodowane jeszcze przez inne choroby: antraknoza maliny i jeżyny, fuzarioza maliny, przypąkowe zamieranie pędów maliny, szara pleśń maliny, uszkodzenia mrozowe roślin i werticilioza maliny.

## Objawy
W pierwszym roku infekcji objawy choroby są bardzo trudne do zauważenia. Czasami tylko zdarza się, że już w pierwszym roku porażone pędy zamierają. Ma to miejsce wówczas, gdy zainfekowane zostały młode pędy wczesną wiosną. Zazwyczaj objawy chorobowe pojawiają się dopiero w drugim roku, na pędach dwuletnich. Czasami następuje to już wczesną wiosną. Porażone pędy są zbrunatniałe przy ziemi, słabo rozwijają się, w końcu więdną i zamierają. Najczęściej jednak objawy choroby pojawiają się dopiero w okresie kwitnienia i owocowania. Kwiaty i owoce zasychają, a porażone pędy gwałtownie więdną, brunatnieją i obumierają. Drewno obumarłych pędów zmienia barwę na ciemnobrązową i staje się kruche, wskutek czego pędy takie łatwo łamią się. Na porażonej korze martwych pędów można dostrzec kuliste pyknidia. Ponieważ zarodnikowanie związane jest z wydzielaniem się z pyknidiów galaretowatej substancji, w miejscu pyknidiów pojawia się śluzowata wydzielina, a po jej zaschnięciu czarne plamy.

## Etiologia i epidemiologia
Grzyb infekuje pędy malin wyłącznie przez rany. Zimuje grzybnia na resztkach pędów pozostałych po wycięciu owocujących pędów dwuletnich. Wiosną w pędach tych rozwijają się pyknidia wytwarzające bezpłciowo zarodniki konidialne. Roznoszone są podczas deszczu przez rozbryzgujące się krople wody. Zarodnik te są głównym źródłem infekcji. Grzybnia rozmnaża się także płciowo. Obok pyknidiów na resztkach wyciętych pędów tworzą się pseudotecja, w których powstają askospory. Ich rola w infekowaniu roślin jest jednak niewielka.

## Ochrona
Główną rolę odgrywa profilaktyka polegająca na:
- sadzeniu zdrowych sadzonek,
- uprawianiu odmian odpornych lub mało podatnych,
- uprawianiu odmian jednorocznych,
- unikanie przenawożenia azotem, powoduje ono bowiem wzrost podatności na chorobę,
- wycinanie pędów dwuletnich zaraz po zbiorze. Należy to robić bardzo nisko, zaraz przy ziemi[1].

Aby wcześnie wykryć chorobę należy lustrować plantację, obserwując podstawy pędów. Chemicznie zwalcza się chorobę poprzez opryskiwanie pędów fungicydami. Pierwsze opryskiwanie wykonuje się, gdy nowe pędy osiągną wysokość 10–20 cm, następne co 10 dni. Ważne jest, by dokładnie pokryte zostały cieczą dolne części pędów. W wielu krajach stosuje się do opryskiwań fungicydy benzimidazolowe, w Polsce jednak nie są one zarejestrowane do ochrony malin.